# Dassault Aviation
Dassault Aviation SA é uma empresa fabricante de aviões civis e militares, sediada na França.  Fundada originalmente como Société des Avions Marcel Bloch, teve seu nome modificado para Avions Marcel Dassault em 20 de dezembro de 1947, quando seu fundador mudou seu sobrenome de Marcel Bloch para Marcel Dassault. A razão da mudança do nome prende-se com o facto de Marcel Bloch querer adoptar o nome de código que o seu irmão, o General Darius Paul Bloch, usou na Resistência Francesa, "Char d'assault".
Em 1971, a Dassault adquiriu a empresa Breguet, criando a Avions Marcel Dassault-Breguet Aviation (AMD-BA). Nesta mesma época a empresa lançou o MERCURE, um avião bijato, muito semelhante ao Boeing 737, que só foi adquirido por uma única empresa aérea, a AIR INTER. Apenas em 1990 a companhia adquiriu sua denominação atual, Dassault Aviation.

## Acionistas
O capital social da empresa em 31 de dezembro de 2016:
- Grupo Dassault (62,03%)[1]
- Airbus Group (10%)
- Dassault Aviation (0,48%)
- Investidores Públicos (27,49%)

## Produtos

### Civil

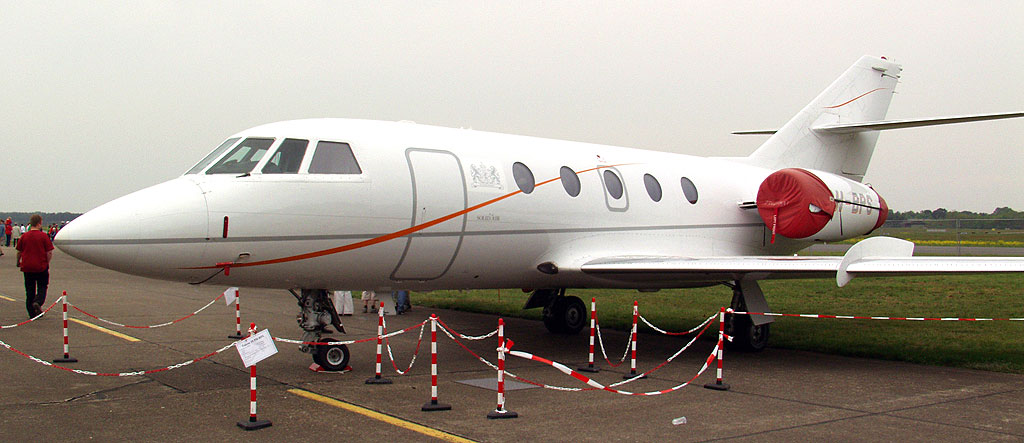
Dassault Falcon 20F-5

- Falcon
  - Falcon 10
  - Falcon 20
  - Falcon 50
  - Falcon 100
  - Falcon 200
  - Falcon 900
  - Falcon 2000
  - Falcon 7X
- Dassault MD 320 Hirondelle
- Dassualt Mystere 30
- Dassault Mercure
- Dassault Communauté

### Militar

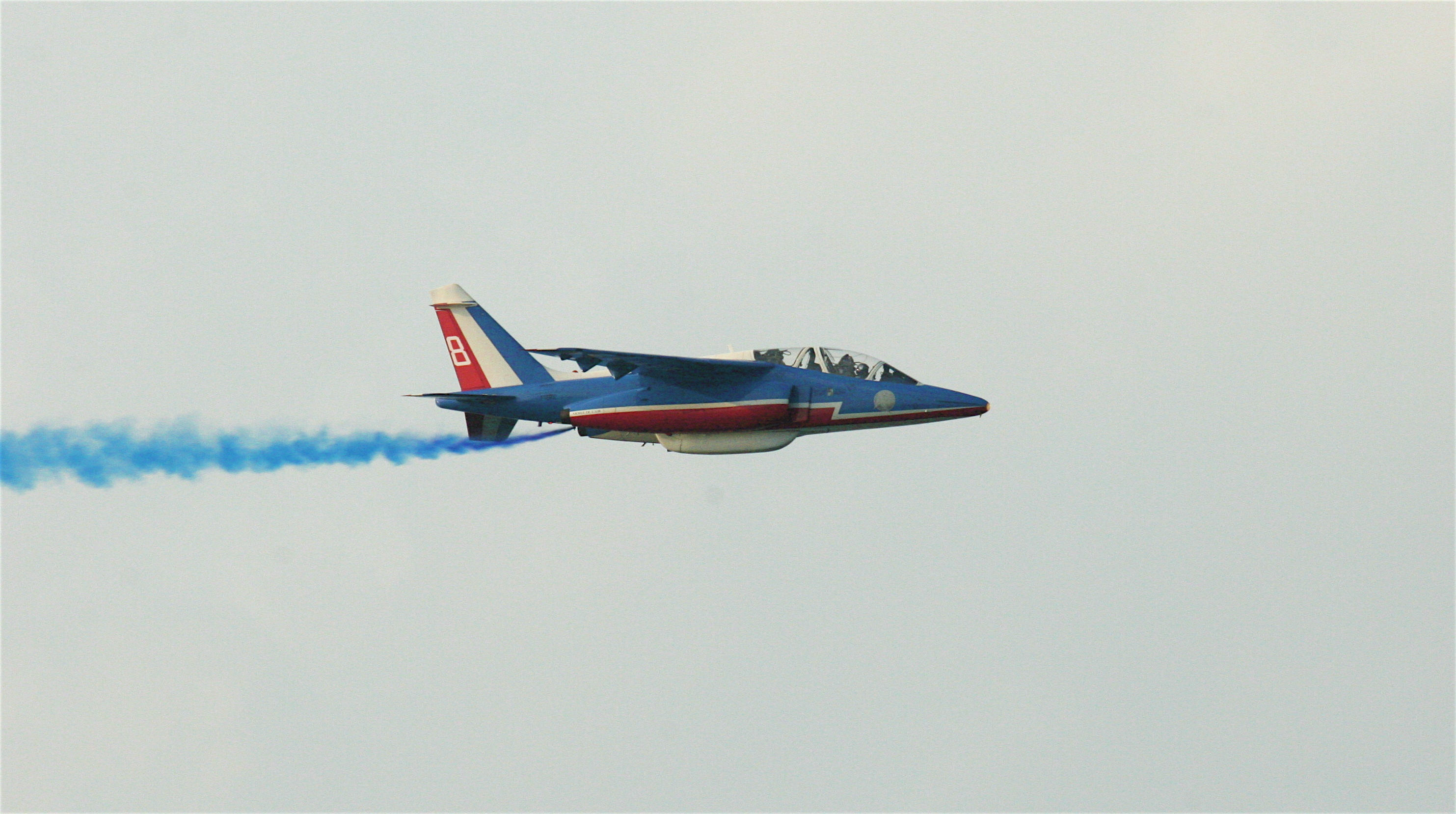
O Dassault-Dornier Alpha-Jet em uma exibição pela Patrulha da França

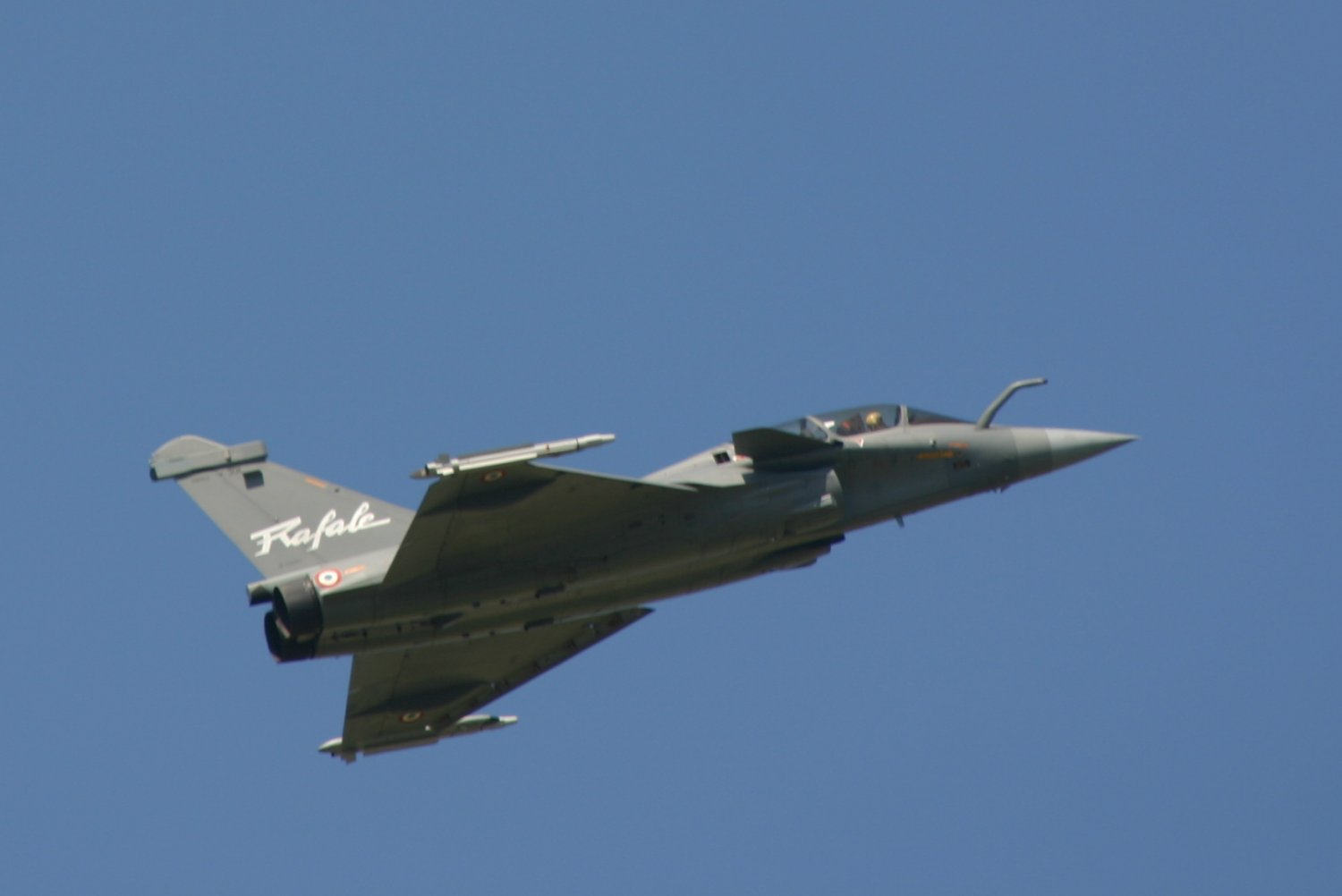
O Dassault Rafale em serviço pela Marinha da França e pela Força Aérea Francesa

- Flamant, 1947
- Ouragan, 1951
- Mystère, 1952
- Super Mystère, 1955
- Mirage III, 1956
- Étendard II, 1956
- Étendard IV, 1956
- Étendard VI, 1956
- Mirage IV, 1960
- Balzac V, 1962
- Mirage F1, 1966
- Mirage 5, 1967
- Mirage G, 1967
- Alpha Jet, 1973
- Super-Étendard, 1974
- Falcon Guardian 01, 1977
- Mirage 2000, 1978
- Mirage 4000, 1979
- Mirage 50, 1979
- Falcon Guardian, 1981
- ATL 2, 1982
- Rafale, 1986
- nEUROn, 2012